# ウィリー・シュロバッハ
ウィリー・シュロバッハ（Willy Schlobach、1864年8月27日 - 1951年1月29日,）は、ベルギー生まれの画家である。ドイツ系の家族の出身で イギリスなどで働いた後、1919年からドイツ南部バーデン＝ヴュルテンベルク州のボーデン湖畔の漁村に住んだ。印象派のスタイルの風景画を描いた画家である。

## 略歴
ブリュッセルでドイツ系の毛皮貿易商人とドイツ生まれの母親の息子に生まれた。ブリュッセル王立美術アカデミーで学び、同時期の学生にはジェームズ・アンソール(1860-1949)やアルフレッド・ウィリアム・フィンチ(1854-1930)がいた。彼らと親しくなり、1883年に、ベルギーの官立展覧会の保守的な運営に対抗した美術家グループの「20人展」の11人の創立メンバーの1人となった。シュロバッハはその時、まだ20歳になる前であった。20人展に招かれたフランスの新印象派の画家、ジョルジュ・スーラに作品を賞賛されたとされる。
イギリス人の両親を持つフィンチと親しくなり、一緒に時々ロンドンに旅し、ジェームズ・マクニール・ホイッスラーとも知り合い影響を受けた。1897年からロンドンに長く滞在しターナーの風景画の影響を受けた作品を描いた。
テオ・ファン・レイセルベルヘ(1862-1926)とも親しくなり、「20人展」から改組された「ラ・リーブル・エステティーク」の展覧会に1912年に出展した。
第一次世界大戦以後のベルギーにおける、反ドイツ感情を嫌い、1919年にドイツ南部バーデン＝ヴュルテンベルク州のボーデン湖畔の漁村ノンネホルン(Nonnenhorn)に移り、亡くなるまでこの付近の風景画を描いた。
1951年にノンネホルンで亡くなった。1988年にノンネホルンの市長の主導で回顧展が開かれ、美術館開設のためにシュロバッハの作品やスケッチ、使用した家具などが市庁舎に保存された。

## 作品

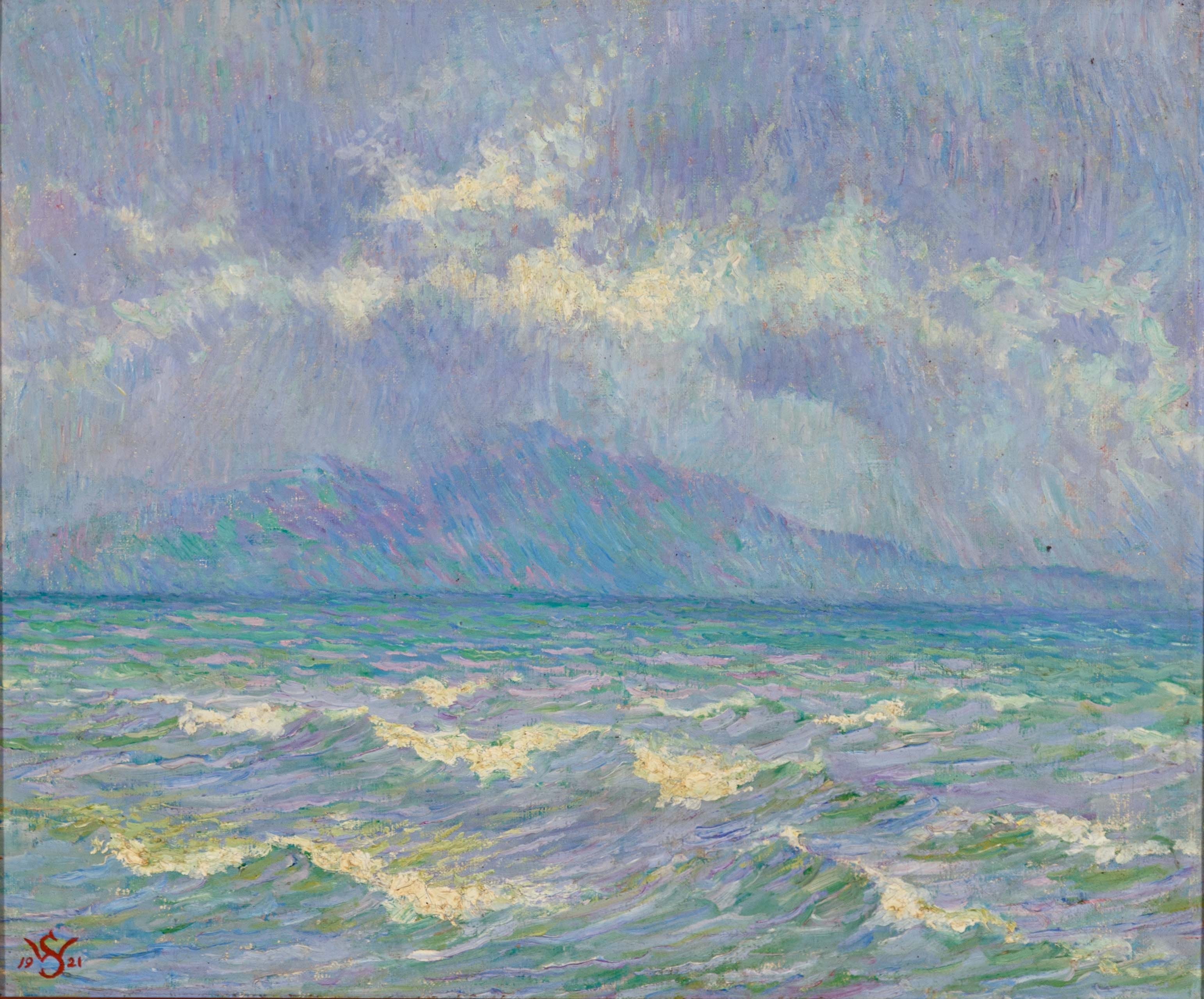
「嵐の日のボーデン湖の風景」(1921)
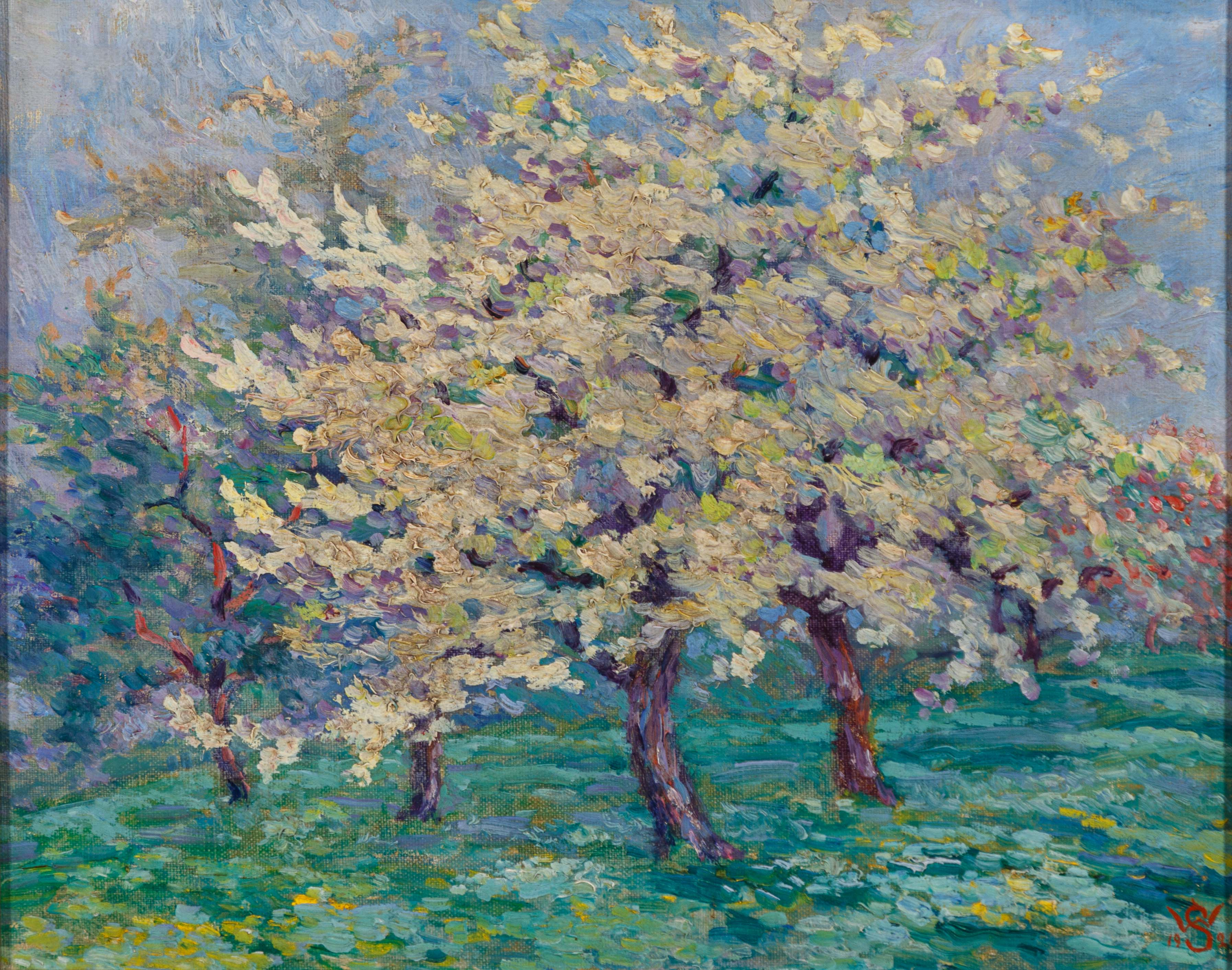
「花咲くリンゴの木」(1924)
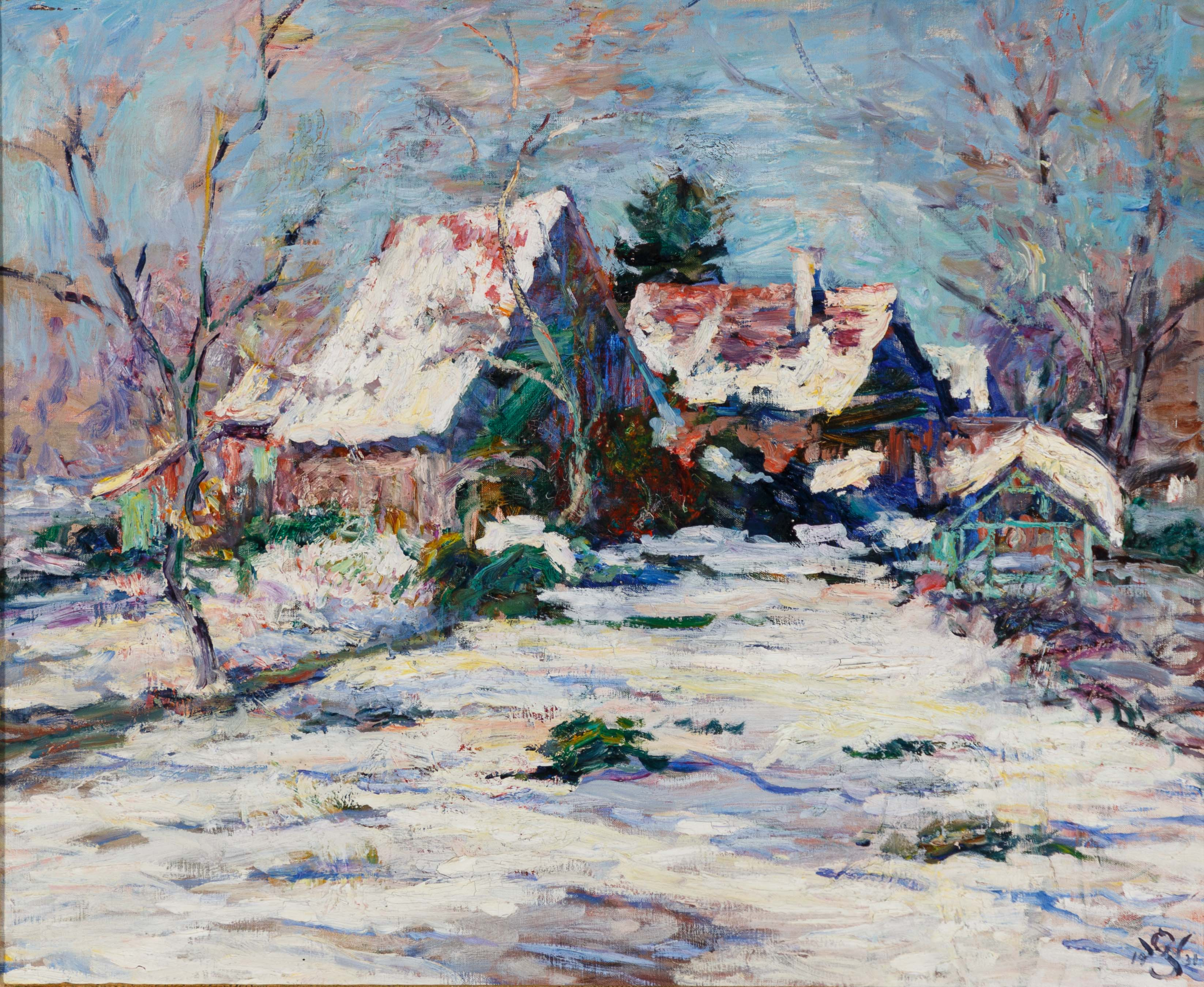
「晴れた冬の日の農場」(1931)